# Calocheiridius antushi
Espèce
Calocheiridius antushi est une espèce de pseudoscorpions de la famille des Olpiidae.

## Distribution
Cette espèce se rencontre au Turkménistan et au Tadjikistan.

## Description
Le mâle holotype mesure 1,95 mm.

## Étymologie
Cette espèce est nommée en l'honneur de Milan Antuš.

## Publication originale
- Krumpál, 1983 : A new species of Calocheiridius (Pseudoscorpionidea, Olpiidae) from USSR. Prace Naukowe Uniwersytetu Slaskiego w Katowicach, no 627, p. 58-61.